# Coniogramme wilsonii
Coniogramme wilsonii är en kantbräkenväxtart som beskrevs av Georg Hans Emmo Wolfgang Hieronymus. Coniogramme wilsonii ingår i släktet Coniogramme och familjen Pteridaceae. Inga underarter finns listade.